# مارتين راميريز (رسام)
مارتين راميريز (بالإسبانية: Martín Ramírez)‏ هو رسام وفنان مكسيكي، ولد في 30 مارس 1895 في Tepatitlán ‏ في المكسيك، وتوفي في 12 فبراير 1963 في الولايات المتحدة بسبب ذات الرئة.

## وصلات خارجية
- مارتين راميريز على موقع الموسوعة البريطانية (الإنجليزية)